# Копейкин, Михаил Семёнович
Копейкин Михаил Семёнович (14 февраля 1905, дер. Борщово, Клинский уезд, Московская губерния — 29 марта 1983, Ленинград) — советский живописец, график и педагог, член Ленинградского Союза художников.

## Биография
Родился 14 февраля 1905 года в деревне Борщово Клинского уезда Московской губернии, русский. Учился в 1926—1930 в Москве на живописном факультете рабфака искусств имени А. В. Луначарского, в 1934—1939 в Ленинграде в Ленинградском институте живописи, скульптуры и архитектуры Всероссийской Академии художеств у В. Н. Яковлевна, А. М. Любимова, И. И. Бродского. В 1939 окончил институт по мастерской И. И. Бродского с присвоением звания художника живописи. Дипломная работа — картина «Жизнь женщин и детей наших колхозов».
Участвовал в выставках с 1935 года, экспонируя свои работы вместе с произведениями ведущих мастеров изобразительного искусства Ленинграда. В 1946 был принят в члены Ленинградского Союза советских художников по секции живописи. После войны преподавал в Ленинградском Высшем художественно-промышленном училище (1946—1950), в Ленинградском институте живописи, скульптуры и архитектуры имени И. Е. Репина (1950—1981). Писал тематические и жанровые композиции, портреты, пейзажи. Автор картин «Портрет девочки» (1941), «На улицах Вены» (1945), «Портрет заслуженной учительницы РСФСР А. Л. Серковой», «Портрет учительницы Л. А. Соколовской» (обе 1950), «Портрет пионервожатой Раи Шибановой» (1951), «Портрет И. Казиной» (1958) и других.
Скончался 29 марта 1983 года в Ленинграде на 79-м году жизни. 
Произведения М. С. Копейкина находятся в Государственном Русском музее, в музеях и частных собраниях в России и за рубежом.